# Magnus Wiberg (industriman)
Inge Erland Magnus Wiberg, född 24 januari 1905 i Göteborg, död 14 mars 1960, var en svensk industriman. Han var bror till Åke Wiberg.
Efter fackstudier 1921–27 var Wiberg disponent för Göteborgs Gamla Trätoffelfabrik 1927–36, för Wima Fabriks AB 1936–40 samt verkställande direktör i AB Malmö Strumpfabrik, i AB Barnstrumpor och i AB Herman Gotthardt från 1941. Han var Uruguays konsul i Malmö från 1944. Han var styrelseledamot i Textilrådet och Sveriges trikåfabrikers förening, sekreterare i Corps consulaires Skåneavdelning.